# تکویر
این سوره مکی است و دارای ۲۹ آیه است.

## محتوای سوره
محتوای این سوره عمدتاً بر دو محور دور می‌زند:
1. آیات آغاز این سوره بیانگر آن چیزی است که به باور مسلمانان نشانه‌هایی از قیامت و دگرگونی‌های عظیم در پایان این جهان و آغاز رستاخیز به‌شمار می‌آید
2. بخش دوم سوره به باور مسلمانان از «عظمت قرآن و آورنده آن» و تأثیرش در نفوس انسانی سخن می‌گوید، و این قسمت با «سوگندهای بیدارکننده» همراه است.

## لغات سوره
تکویر به معنای در هم پیچیدن است
عشار به معنی شتر ده‌ماهه حامله است که در آن زمان ارزشمندترین اموال عرب محسوب می‌شده‌است
سجرت به معنای به هیجان آوردن آتش است
کشطت به معنای جدا شدن ابرها و پاره شدن آنهاست

## روایات مرتبط با سوره
از محمد بن علی پیشوای پنجم: در معنای آیه (و اذا النفوس زوجت ): اما اهل بهشت با خیرات حسان (حور العین) ازدواج می‌کنند، و اما اهل دوزخ، باید دانست که با هر انسانی از دوزخیان شیطانی است، یعنی هر یک از آن کفار و منافقین با شیطان خود که قرین اوست ازدواج می‌کند.

## فضیلت تلاوت سوره
در حدیثی از محمد می‌خوانیم: «کسی که سورهٔ تکویر را بخواند خداوند او را از رسوایی در آن هنگام که نامه عملش گشوده می‌شود حفظ می‌کند».
در حدیث دیگری می‌خوانیم که به پیامبر اسلام گفتند: چرا این قدر زود آثار پیری در شما نمایان گشته؟.
فرمود: «سوره هود، واقعه، مرسلات، عم و سورهٔ تکویر مرا پیر کرد» زیرا آن چنان حوادث هولناک قیامت در اینها ترسیم شده‌است که هر انسان بیداری را گرفتار پیری زودرس می‌کند.
تعبیرهایی که در روایات بالا آمده به خوبی نشان می‌دهد که منظور تلاوتی است که سرچشمه آگاهی و ایمان و عمل باشد.